# Ryszard Majchrzak
Ryszard Majchrzak (ur. 16 czerwca 1926, zm. 22 września 1992) – działacz ruchu młodzieżowego w PRL, dyplomata.

## Życiorys
W latach 1951–1956 przewodniczący Rady Naczelnej Zrzeszenia Studentów Polskich. Następnie na kierowniczych stanowiskach w Ministerstwie Spraw Zagranicznych, m.in. dyrektor Gabinetu Ministra Adama Rapackiego, ambasador PRL w Meksyku (1967–1971), wicedyrektor Departamentu III MSZ, ambasador PRL na Kubie (1976–1980), akredytowany także na Jamajce (od 1977 do 1981). Od 1987 do 1989 był chargé d’affaires Polski w Nigerii.
W 1972 został odznaczony Orderem Orła Azteckiego I klasy ze wstęgą na zakończenie swoje misji, a w 1975 – Krzyżem Wielkim „Orderu Zasługi” Republiki Peru „za pogłębianie przyjaznych stosunków łączących Polskę i Peru”.
Był mężem polskiej pedagog i socjolog Ireny Majchrzak. Miał syna Marka. 